# +TVI
+TVI foi um canal temático da TVI lançado a 25 de janeiro de 2013 em exclusivo na NOS (anteriormente ZON TV). A sua transmissão acabou a 1 de dezembro de 2015.
A grelha do +TVI era preenchida com talk shows, reality shows, programas musicais, concursos, gastronomia, formatos de viagem, etc. Para além disto, iria estar assente numa plataforma interactiva através do Portal de Widgets da NOS, podendo (por exemplo) visitar os bastidores de alguns dos programas em exibição 
O +TVI foi também o primeiro canal da TVI a emitir no formato 16:9 que durou até 3 de outubro de 2015, que os canais da TVI passaram o Sinal Widescreen.

## História

### Assinatura parceria TVI e ZON
A 1 de agosto de 2012 a TVI e a NOS (na altura ZON) assinaram uma parceria para o lançamento da +TVI. A assinatura desta parceria foi feita por Rodrigo Costa, presidente da NOS e Rosa Cullell, administradora delegada da Media Capital. Na altura foi revelado que o canal seria lançado depois do verão e em alta definição, os quais não se verificaram.
Em 2015, o canal passa da posição 12 para a posição 74 da grelha da operadora.
O canal é descontinuado a 1 de dezembro de 2015, por causa da entrada de um outro canal da TVI exclusivo na NOS, o TVI Reality, segundo Helena Forjaz, diretora de comunicação institucional e corporativa da Media Capital. A exclusividade do canal manteve-se até ao seu último dia.